# Kungsholmen

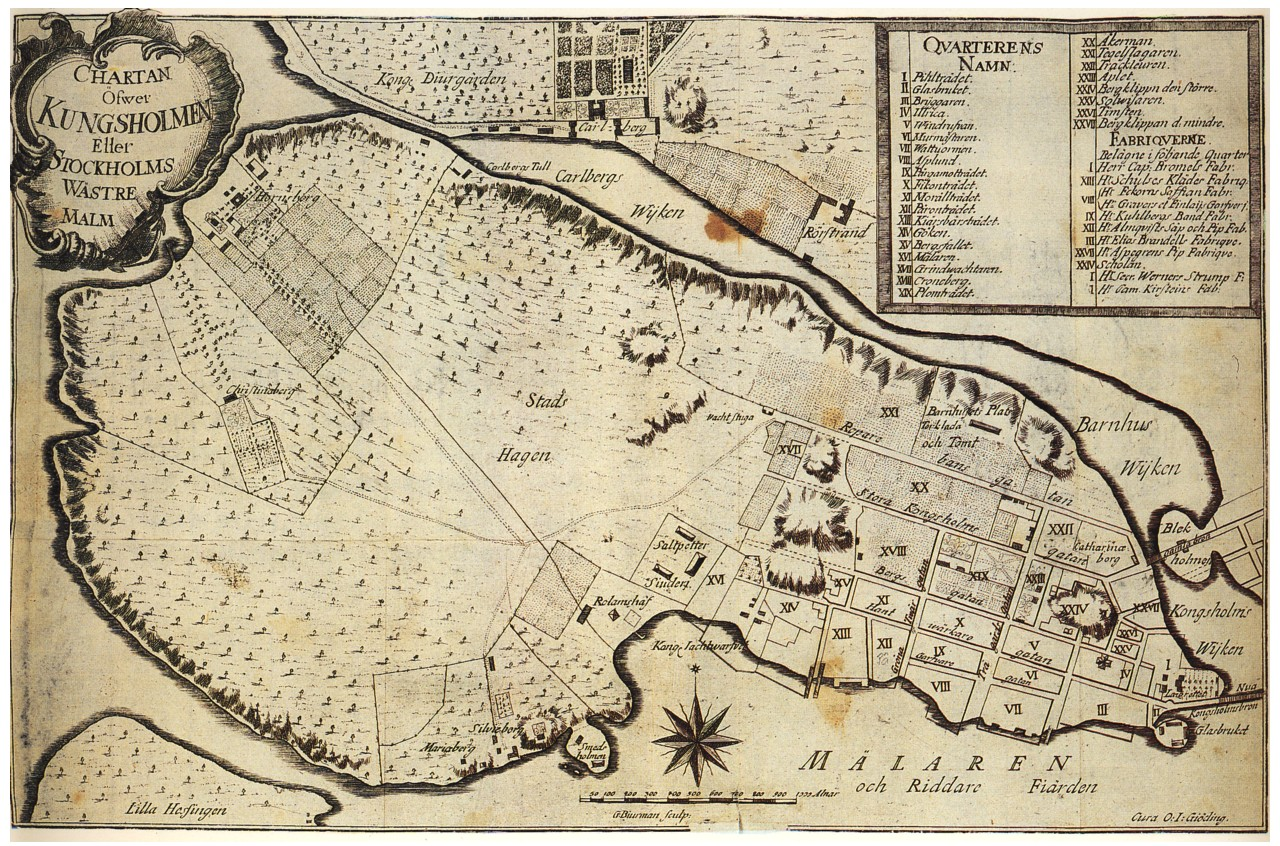
Kungsholmen på en karta av Georg Biurman från år 1754

Kungsholmen är en ö i Mälaren i södra Uppland.
Kungsholmen ligger i Stockholms innerstad, norr om Riddarfjärden. Ön är uppdelad i fem stadsdelar: Kungsholmen, Marieberg, Fredhäll, Kristineberg och Stadshagen med sammanlagt 61 458 invånare (år 2021). Den utgör huvuddelen av Kungsholmens stadsdelsområde, som även innefattar Essingeöarna.
Ön är omfluten av Riddarfjärden, Mariebergsfjärden, Mariebergssundet, Essingefjärden, Tranebergssund, Ulvsundasjön, Karlbergskanalen, Karlbergssjön, Barnhusviken och Klara sjö. Söder om Kungsholmen ligger öarna Södermalm, Långholmen, och Lilla Essingen. Fastlandet ligger i väst (Brommalandet), nord (Solna socken) och öst (Norrmalm).
Östra delen av ön är ganska låglänt, medan den västra är desto mer kuperad. Den högsta punkten är 47 meter över havet, Stadshagsplan. Ytan är 391 hektar. Öns strandlinje är 8 900 meter lång.

## Historik

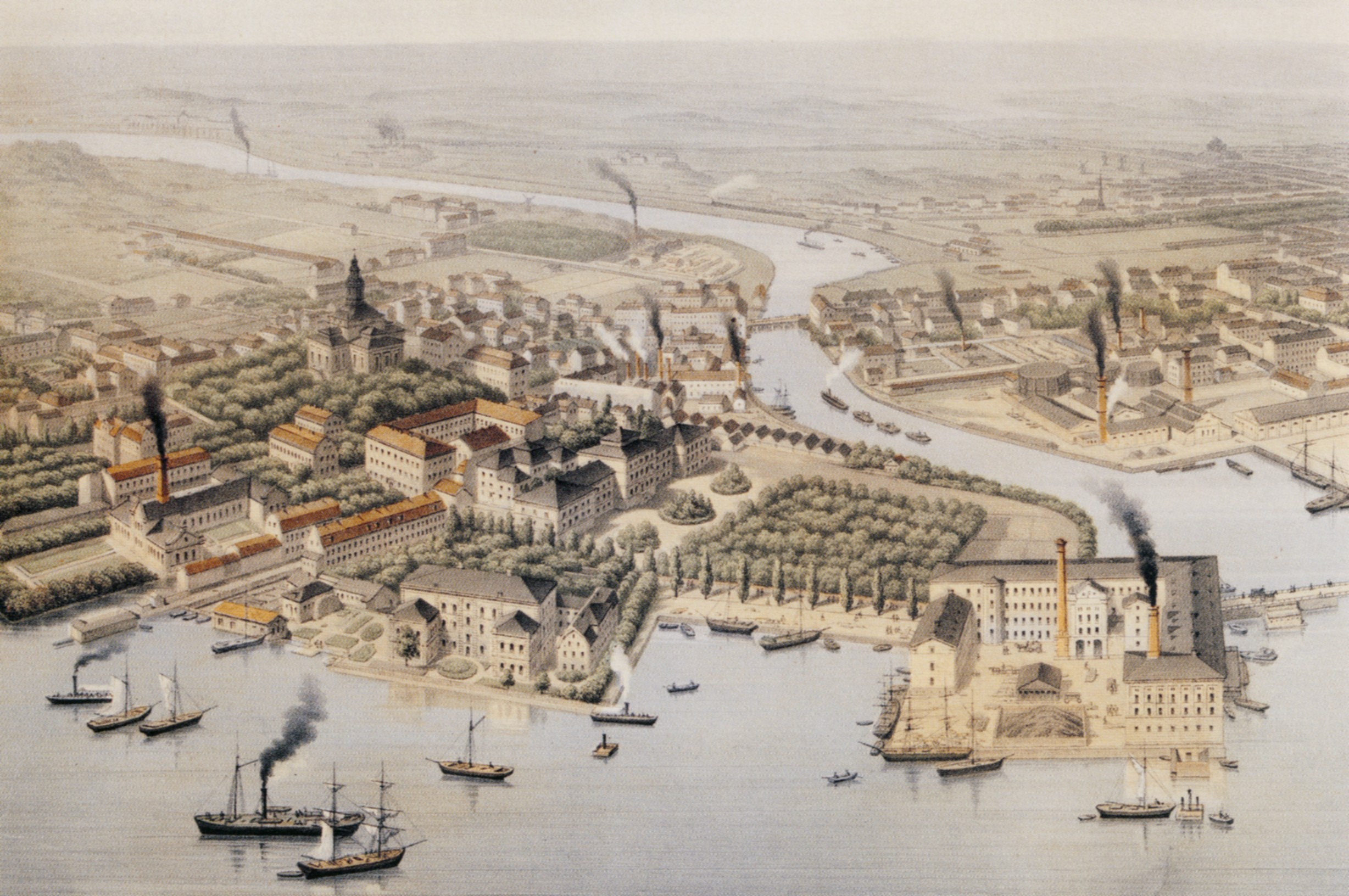
Östra Kungsholmen på OA Mankells stockholmspanorama från 1871

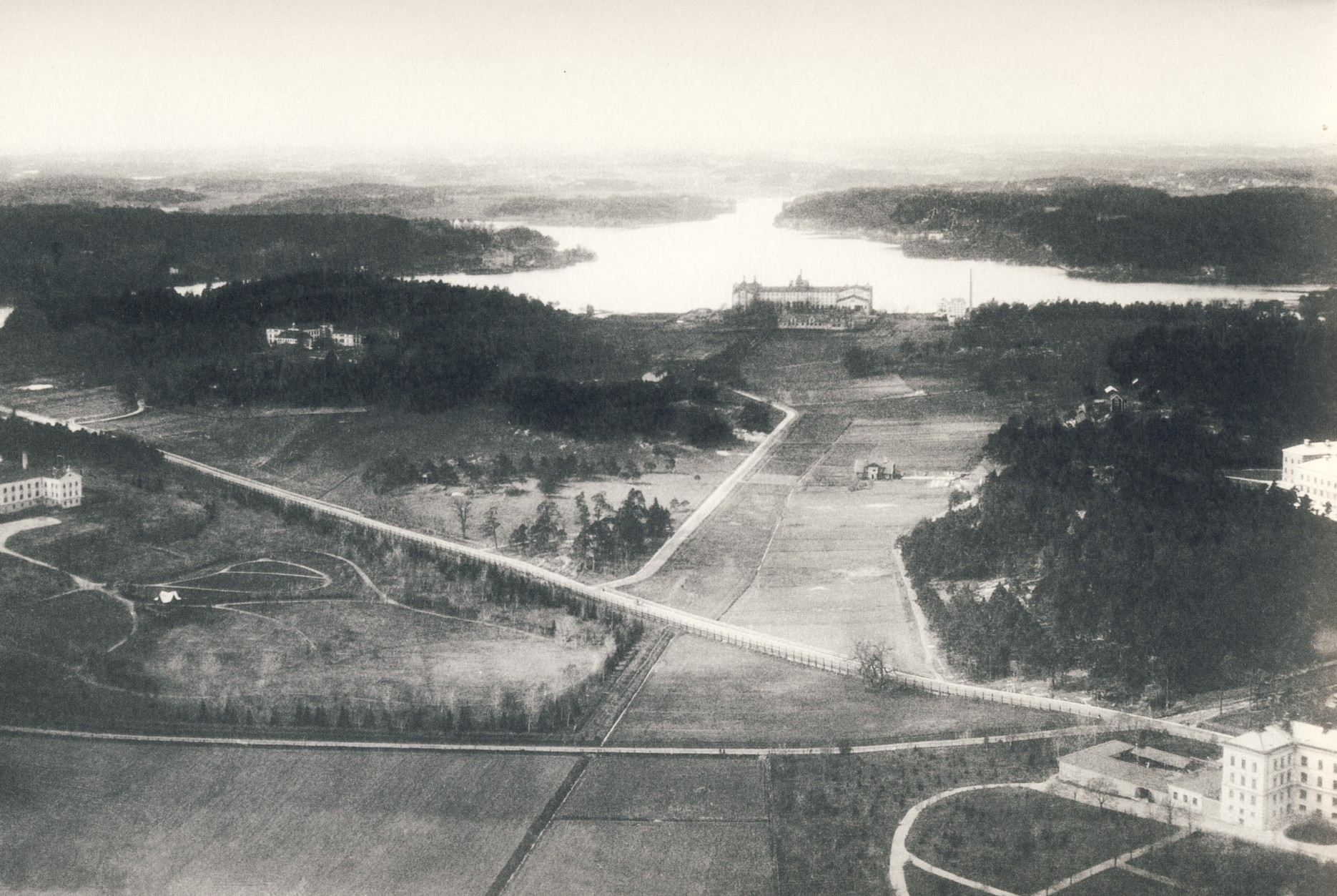
Nordvästra Kungsholmen från luftballong 1896

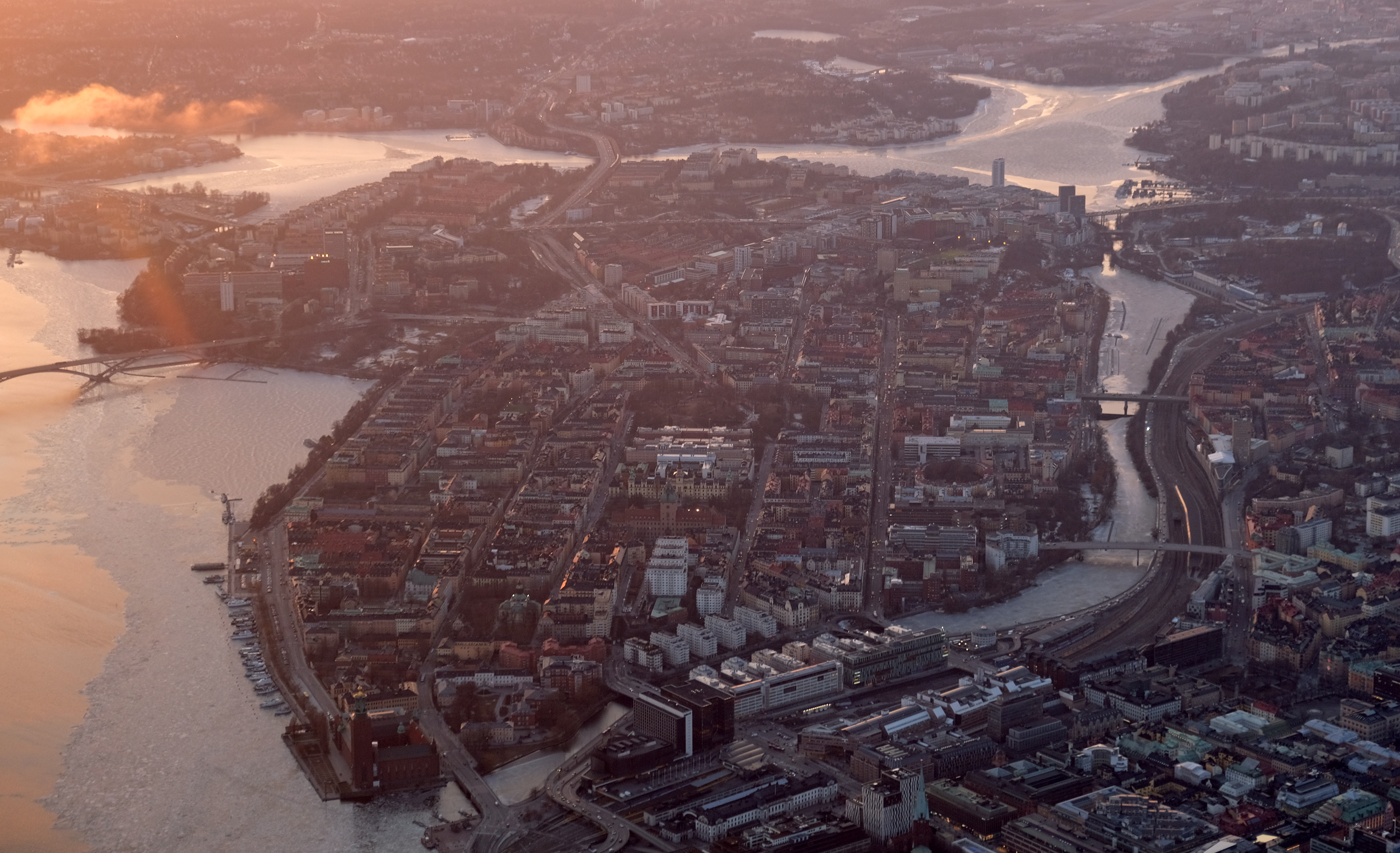
Kungsholmen från öster i västling riktning, flygfoto från 2022.

Från 1400-talet brukades holmen av Gråbrödraklostret och kallades vid denna tid därför "Munklägret" eller "Munkliderna" (lid med betydelsen sluttning). Troligtvis var "lägret" en förvanskning av "lidern". Munkarna anlade ett tegelbruk vid Rålambshov och förutom detta ägnade de sig åt jordbruk och fiske. I samband med reformationen 1527 hamnade ön i kronans ägo. Den första bebyggelsen uppstod i dalen mellan Kungsklippan och Kronoberget, medan hantverkares verkstäder och industrier uppfördes längs stränderna.
År 1645 fick Munklägret sin första bro. År 1672 fick holmen namnet "Kungsholmen" och bildade en egen församling.
Kungsholmen var fram till 1700-talet i stort sett obebyggd.  O.J. Gjödings "Chartan öfwer Kungsholmen eller Stockholms wästre malm" visar slotten Hornsberg och Christinæberg i nordvästra delen av ön. Mot sydost syns början av ett planerat gatunät med några huvudgator (räknade från norr till söder) som Reparebansgatan (nuvarande Fleminggatan), Stora Kungshomsgatan (nuvarande Kungsholmsgatan) och Hantwärkaregatan (nuvarande Hantverkargatan). I slutet av 1800-talet genomförde Albert Lindhagen den stadsplan (Lindhagenplanen) som fortfarande präglar Kungsholmens stadsbebyggelse. 
Ännu vid mitten av  1890-talet var den nordvästra delen av Kungsholmen nästan helt obebyggd, som ett flygfoto från 1896 (taget från en luftballong) visar. De enda byggnaderna som dominerar är några sjukhus som Stockholms sjukhem (tidigare "Hemmet för obotligt sjuka"[källa behövs]),  S:t Görans sjukhus och Konradsbergs sjukhus. Mot Ulvsundasjön reser sig nybyggda Stora Bryggeriet (öppnat 1892)  och en ödslig Drottningholmsvägen leder över öppna landskap. 
Området kring Kungsklippan på Kungsholmens östra sida var fram 1930-talet en lantlig idyll med små stugor och trädgårdar. De som bodde här arbetade huvudsakligen i Bolinders Mekaniska Verkstäder som fanns nedanför klippan vid Klara sjö. På 1930-talet flyttade Bolinders till Kallhäll och HSB byggde genom sin verkställande direktör och arkitekt Sven Wallander de kända höga lamellhusen.
Tullarna på Kungsholmen var Karlbergs tull där gården Mariedal nu står, samt Kungsholmstull som låg först vid S:t Eriksgatan/Fleminggatan och sedan nära nuvarande Fridhemsgatan 18.

## Kungsholms eller Kungsholmens
Det finns idag två olika sätt att namnge något som ligger på Kungsholmen. Dels exempelvis Kungsholms baptistkyrka, Kungsholms församling, Kungsholms hamnplan, Kungsholms kyrka och Kungsholms strand och dels exempelvis Kungsholmens brandstation, Kungsholmens gymnasium/Stockholms Musikgymnasium och Kungsholmens stadsdelsområde – men vad gäller brandstationen och gymnasiet finns även äldre referenser som anger "Kungsholms brandstation" och "Kungsholms gymnasium".

## Vidare länkar
- Ivan Oljelund: Det hände på Kungsholmen (1951)
- Åke Sandahl: Kungsholmens Chopin (2008)